# Timothy Leary

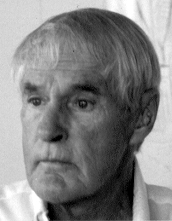
Timothy Leary in 1989

Dr. (Sir) Timothy Francis Leary (Springfield, 22 oktober 1920 - Beverly Hills, 31 mei 1996) was een Amerikaanse schrijver, psycholoog, softwareontwerper en campagneleider voor onderzoek naar psychedelische drugs. Hij is bekend (en omstreden) geworden als voorvechter voor het gebruik van LSD als therapeutische en spirituele verrijking. De jaren '60-, en later vaak gesamplede uitdrukking "Turn on, tune in, drop out" is een uitdrukking van Leary.

## Biografie
Leary werd geboren in Springfield in de Amerikaanse staat Massachusetts als zoon van een Iers-Amerikaanse tandarts, die het gezin verliet toen Leary een tiener was. Leary studeerde korte tijd aan het "College of the Holy Cross" in Worcester (Massachusetts), alwaar hij zich afzette tegen het strenge regime in dit jezuïeteninstituut.
In 1943 behaalde hij zijn bachelor in psychologie aan de universiteit van Alabama. Hierna deed hij zijn promotie aan de Berkeley-universiteit in Californië, waar hij in 1950 Dr. (Ph.D.) werd. Hij was assistent-hoogleraar aan Berkeley van 1950 tot 1955 en gaf colleges aan Harvard van 1959 tot 1963. Later beschreef hij deze jaren met misprijzen. Hij beschreef zichzelf als:
...an anonymous institutional employee who drove to work each morning in a long line of commuter cars and drove home each night and drank martinis ... like several million middle-class, liberal, intellectual robots.

### Psychedelica

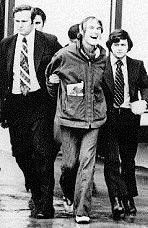
Leary gearresteerd door de DEA (1972)

Op 13 mei 1957 publiceerde Life Magazine een artikel van R. Gordon Wasson, waarin het gebruik van entheogenen in de religieuze ceremonieën van de Mazateken in Mexico werd beschreven. Leary werd hierdoor beïnvloed en reisde af naar Mexico waar hij hallucinogene paddenstoelen, later in Nederland gewoonlijk "paddo’s" genoemd, uitprobeerde. De ervaringen die hij daarmee opdeed, veranderden zijn leven sterk. Toen hij in 1960 bij Harvard terugkwam, begonnen Leary en zijn assistent Richard Alpert een project, het Harvard Psilocybin Project, waarin ze de effecten van psilocybine en later LSD onderzochten.

## Werken

### Secundaire literatuur
- Entheogens And The Future Of Religion. Redactie door Robert Forte. San Francisco, 1997. (ISBN 1889725013)
- Simon Vinkenoog, Timothy Leary, magiër - het abz van de psychedelische avant-garde (1972)

### Muziek en audio-optredens
- Leary sprak tijdens het live optreden van "Third Eye", van Tools album "Ænima": "Think for yourself; question authority." Voor de studioversie van het album werd materiaal van Bill Hicks gebruikt.
- In 1966 nam hij een album op onder de titel "Turn On, Tune In, Drop Out", dat een “gebruiksaanwijzing” voor een LSD-trip zou zijn. Hoewel het album aanvankelijk niet populair was toen het uitgebracht werd, is het een van de zeldzaamste ‘’collector's items’’ geworden van Leary-verzamelingen.
- In 1973 nam hij het album "Seven Up" op, samen met de Duitse band Ash Ra Tempel.
- In de videoclip van "Galaxie" van de groep Blind Melon is Timothy Leary te zien als de gekke oude tovenaar.
- In de kortfilm "stuff" van Johnny Depp uit 1993 acteert Timothy Leary samen met John Frusciante.

## Diversen
- Leary was de peetoom van Winona Ryder, Uma Thurman en Joi Ito.
- Leary en het gebruik van LSD worden bezongen in het nummer "Legend of a Mind" van de Britse rockband The Moody Blues.
- Leary staat centraal in de roman Outside Looking In van de Amerikaanse schrijver T.C. Boyle uit 2019.